# Glenville, Minnesota
Glenville är en ort i Freeborn County i delstaten Minnesota, USA.